# Грубяков, Василий Фёдорович
Васи́лий Фёдорович Грубяко́в (5 мая 1911 — 7 октября 1992) — советский дипломат. Чрезвычайный и полномочный посол.

## Биография
Член ВКП(б). 
- В 1943—1945 годах — сотрудник посольства СССР в Турции.
- В 1945—1947 годах — генеральный консул СССР в Стамбуле (Турция).
- В 1947—1953 годах — помощник министра иностранных дел СССР А. Я. Вышинского.
- В 1953—1956 годах — советник, старший советник Постоянного представительства СССР при ООН.
- В 1956—1957 годах — заместитель заведующего Отделом международных организаций МИД СССР.
- В 1957—1962 годах — старший помощник министра иностранных дел СССР.
- В 1962—1964 годах — заведующий I Европейским отделом МИД СССР.
- В 1964—1967 годах — начальник Управления кадров МИД СССР, член Коллегии МИД СССР.
- С 31 марта 1967 по 28 января 1969 года — чрезвычайный и полномочный посол СССР в Бельгии.
- С 28 января 1969 по 23 декабря 1974 года — чрезвычайный и полномочный посол СССР в Турции.
- В 1975—1984 годах — заведующий V Европейским отделом МИД СССР.